# برينتوود سيركل (لوس أنجلوس)
برينتوود سيركل هو حي صغير داخل حي برينتوود على الجانب الغربي من لوس أنجلوس.

## جغرافية
برينتوود سيركل عبارة عن مجتمع مسور يقع شمال شارع الغروب وبجوار متحف جيه بول جيتي.

## تاريخ
أصبح برينتوود سيركل أول حي أنشأ في لوس أنجلوس وكان محاط بأسوار أمنية في عام 1995. (أُغلقت الأحياء المسيجة الأخرى في المدينة عندما بُنيت). صوت مجلس مدينة لوس أنجلوس للسماح للسكان بقطع وصول الجمهور إلى خمسة شوارع قبالة شارع الغروب. تدفع كل أسرة ما يصل إلى 300 دولار شهريا لصيانة الشوارع والتكاليف الأخرى. كان الشاغل الرئيسي لبوابة المجتمع هو الزيادة المحتملة في حركة المرور بسبب بناء متحف مركز جيتي.
للاحتجاج على المجتمعات المسورة في عام 2003، أودع النشطاء القمامة الثقيلة منصات المشاهدة أمام الأحياء المسورة في برينتوود سيركل، لافلين بارك، والقصر في بارك لا بريا.

## تعليم
تُخصص مناطق للمدارس في منطقة مدارس لوس أنجلوس الموحدة.
يُخصص السكان إلى:
- مدرسة كنتر كانيون تشارتر الابتدائية
- مدرسة بول ريفير تشارتر المتوسطة
- مدرسة باليساديس تشارتر الثانوية

## سكان بارزون
- ريان كافانو[4]
- جون مكفي[5]
- كريستيان سلاتر[6]
- ريس ويذرسبون[7]